# Comunidade flamenga

Bandeira da Comunidade flamenga belga

A Comunidade flamenga é uma das três comunidades constitucionais da Bélgica. A constituição belga estipula que "a Bélgica compreende três comunidades: a francesa, a flamenga e a germanófona. 
A comunidade flamenga representa, portanto, a instituição oficial da Flandres como comunidade política constituída por todos os habitantes da região flamenga e pela minoria neerlandófona da Região de Bruxelas-Capital.